# Campeonato Nacional de Fútbol de Cuba 2025
Il Campeonato Nacional de Fútbol de Cuba 2025, noto anche come Campeonato Nacional de Liga 2025, è la 113ª edizione della massima serie del campionato di calcio cubano. Il campionato è iniziato l'8 marzo 2025 e si concluderà nel settembre 2025.
La stagione sarà divisa in due tornei separati, l'Apertura e il Clausura 2025, con formati differenti, al fine di decretare una squadra campione nazionale.
La squadra campione in carica è il Cienfuegos, che ha vinto l'edizione 2023 (quella del 2024 non è stata completata e non ha decretato alcun campione nazionale) conquistando il suo quinto titolo nazionale.

## Stagione

### Novità
Il campionato non prevede una formula di promozioni e retrocessioni, per cui le 16 squadre partecipanti sono le stesse dell'edizione precedente.

### Formula
Il campionato è diviso in due tornei separati, Apertura e Clausura, con il primo che funge da meccanismo di qualificazione per il secondo.
Nel torneo di Apertura le 16 squadre sono suddivise in quattro gironi all'italiana, ognuno da quattro squadre, che giocano andata e ritorno due volte, per un totale di 12 giornate. Al termine di esse le due vincenti dei gironi con il miglior punteggio giocano una finale di sola andata per il titolo di Apertura, mentre le seconde classificate giocano un turno ad eliminazione diretta di sola andata per decretare la qualificazione alla Clausura. 
Al torneo di Clausura prendono parte le vincenti dei quattro gironi e le due vincenti dello spareggio tra le seconde classificate: le 6 squadre giocano un girone di andata e ritorno, per un totale di 10 giornate, per decretare la squadra campione del periodo. 
Le vincenti di Apertura e Clausura giocano una finale per il titolo nazionale. Se la stessa squadra ha vinto i due periodi, questa è automaticamente campione di Cuba. 

## Squadre partecipanti
| Club                | Città                |
| ------------------- | -------------------- |
| Artemisa            | Artemisa             |
| Camagüey            | Camagüey             |
| Ciego de Ávila      | Ciego de Ávila       |
| Cienfuegos          | Cienfuegos           |
| Granma              | Jiguaní              |
| Guantánamo          | Guantánamo           |
| Holguín             | Banes                |
| Isla de la Juventud | Isola della Gioventù |
| La Habana           | L'Avana              |
| Las Tunas           | Manatí               |
| Matanzas            | Matanzas             |
| Mayabeque           | Güines               |
| Pinar del Río       | Pinar del Río        |
| Sancti Spíritus     | Sancti Spíritus      |
| Santiago de Cuba    | Santiago di Cuba     |
| Villa Clara         | Santa Clara          |

## Apertura

### Stagione regolare

#### Girone A
|  | Pos. | Squadra             | Pt | G  | V | N | P | GF | GS | DR |
|  | ---- | ------------------- | -- | -- | - | - | - | -- | -- | -- |
|  | 1.   | La Habana           | 24 | 12 | 7 | 3 | 1 | 21 | 12 | +9 |
|  | 2.   | Artemisa            | 16 | 12 | 4 | 4 | 4 | 18 | 19 | -1 |
|  | 3.   | Isla de la Juventud | 11 | 12 | 3 | 2 | 6 | 10 | 16 | -6 |
|  | 4.   | Pinar del Río       | 9  | 12 | 2 | 3 | 5 | 11 | 13 | -2 |

Legenda:
      Qualificata alla Clausura.
      Qualificata ai play-off.

#### Girone B
|  | Pos. | Squadra     | Pt | G  | V | N | P | GF | GS | DR  |
|  | ---- | ----------- | -- | -- | - | - | - | -- | -- | --- |
|  | 1.   | Cienfuegos  | 22 | 12 | 6 | 4 | 2 | 20 | 11 | +9  |
|  | 2.   | Villa Clara | 22 | 12 | 6 | 4 | 2 | 16 | 7  | +9  |
|  | 3.   | Matanzas    | 12 | 12 | 3 | 3 | 6 | 10 | 13 | -3  |
|  | 4.   | Mayabeque   | 9  | 12 | 2 | 3 | 7 | 11 | 26 | -15 |

Legenda:
      Qualificata alla Clausura.
      Qualificata ai play-off.

#### Girone C
|  | Pos. | Squadra         | Pt | G  | V | N | P | GF | GS | DR  |
|  | ---- | --------------- | -- | -- | - | - | - | -- | -- | --- |
|  | 1.   | Las Tunas       | 22 | 12 | 7 | 1 | 4 | 20 | 13 | +7  |
|  | 2.   | Ciego de Ávila  | 20 | 12 | 6 | 2 | 4 | 16 | 9  | +7  |
|  | 3.   | Camagüey        | 17 | 12 | 5 | 2 | 4 | 17 | 14 | +3  |
|  | 4.   | Sancti Spíritus | 6  | 12 | 1 | 3 | 7 | 3  | 20 | -17 |

Legenda:
      Qualificata alla Clausura.
      Qualificata ai play-off.

#### Girone D
|  | Pos. | Squadra          | Pt | G  | V | N | P | GF | GS | DR  |
|  | ---- | ---------------- | -- | -- | - | - | - | -- | -- | --- |
|  | 1.   | Guantánamo       | 27 | 12 | 8 | 3 | 1 | 25 | 6  | +19 |
|  | 2.   | Santiago de Cuba | 15 | 12 | 4 | 3 | 4 | 12 | 11 | +1  |
|  | 3.   | Holguín          | 13 | 12 | 3 | 4 | 5 | 12 | 19 | -7  |
|  | 4.   | Granma           | 8  | 12 | 2 | 2 | 7 | 9  | 22 | -13 |

Legenda:
      Qualificata alla Clausura.
      Qualificata ai play-off.

### Finale
| Squadra 1  | Risultato | Squadra 2 |
| ---------- | --------- | --------- |
| Guantánamo | 0 - 1     | La Habana |